# Canon EOS-1D X Mark II
La Canon EOS-1D X Mark II è una fotocamera reflex top di gamma prodotta dell'azienda giapponese Canon, annunciata il primo febbraio 2016. È una reflex full frame da 20 megapixel che ha sostituito il modello Canon EOS-1D X, a sua volta annunciato nel 2012.